# السفينة روبيمار
السفينة روبيمار (بالانجليزية: MV Rubymar)، هي سفينة شحن بريطانية مخصصة للبضائع السائبة، ترفع علم بليز، وتديرها شركة جي إم زد (GMZ) لإدارة السفن في لبنان، لصالح شركة تابعة لشركة جولدن أدفنشر شيبينغ (Golden Adventure Shipping S.A) في المملكة المتحدة. وفي 9 مارس 2024 قالت "العربية.نت" و"الحدث.نت" إنهما حصلتا على معلومات حصرية تفيد أن السفينة "روبيمار" مملوكة بالكامل لرجال أعمال سوريين من عائلة واحدة اسمها "أولاد أبو شحاتة"، ويديرها أحد أفراد العائلة وهو وائل أبو شحاتة.
غرقت السفينة نتيجه لإصابتها بصواريخ باليستية مضادة للسفن أطلقها الحوثيون في 18 فبراير 2024، بالقرب من مضيق باب المندب في البحر الأحمر. وتسبب الهجوم الصاروخي على السفينة في حدوث تسرب نفطي هائل في البحر الأحمر بطول 18 ميلا وسط مخاوف أيضًا من تسرب مواد سامة من حمولة السفينة التي تحمل على متنها 21,999 طن متري من الأسمدة من فئة 5.1 عالية الخطورة بحسب تصنيف البضائع الدولية البحرية الخطرة (IMDG)، وهو دليل دولي لنقل المنتجات الخطرة المعبأة، كما أدى إلى امتلاء السفينة بالمياه.

صورة للسفينة روبيمار أثناء غرقها في البحر الأحمر

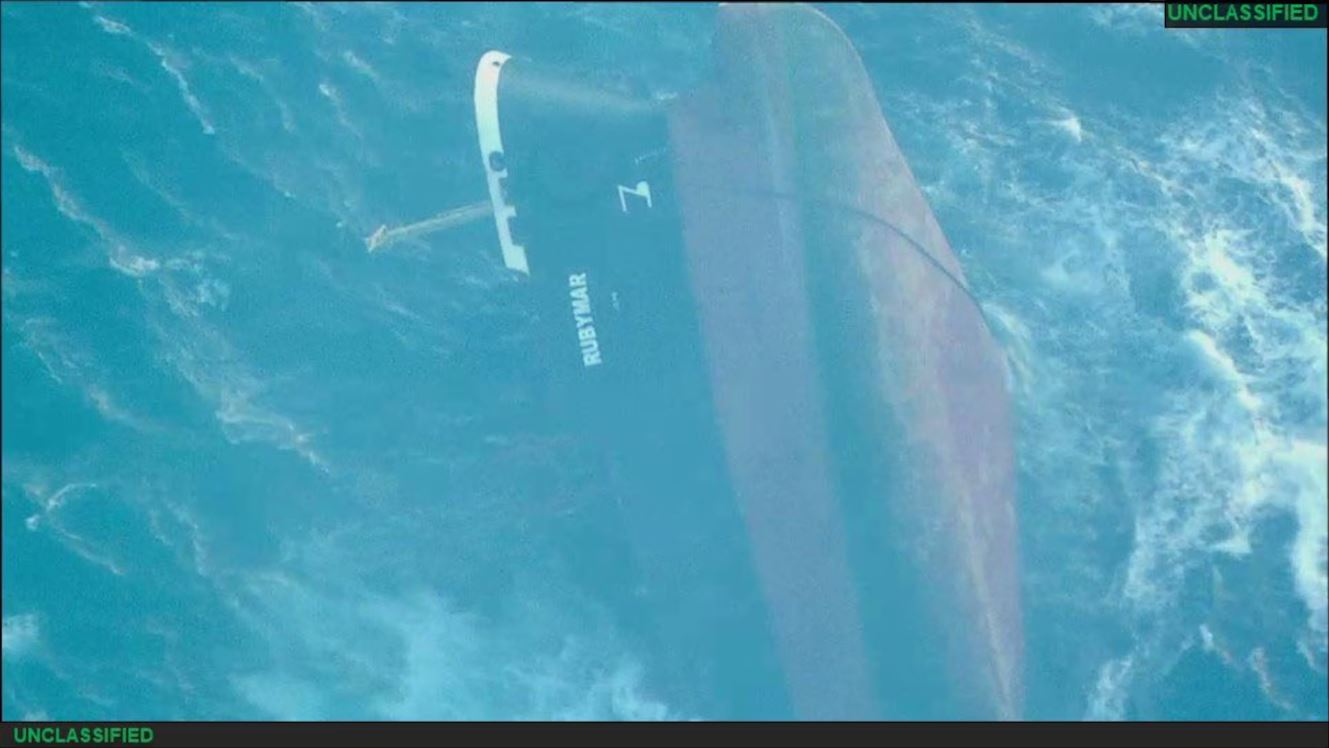
السفينة غارقة في البحر الأحمر في 2 مارس 2024

أكدت الحكومة اليمنية غرق السفينة في وقت متأخر من يوم الجمعة 1 مارس 2024 وسط عوامل جوية سيئة ورياح شديدة يشهدها البحر الأحمر. وتعد هذه السفينة الأولى التي يتم تدميرها بالكامل كجزء من أزمة البحر الأحمر بعد أن شنت إسرائيل حربا ضد حماس في غزة. وقد يؤدي غرق السفينة روبيمار، التي كانت تحمل شحنة من الأسمدة والوقود المتسرب سابقاً، إلى إحداث أضرار بيئية في البحر الأحمر. واعترف مركز عمليات التجارة البحرية التابع للجيش البريطاني، والذي يراقب الممرات المائية في الشرق الأوسط، بغرق السفينة روبيمار بعد ظهر يوم السبت.

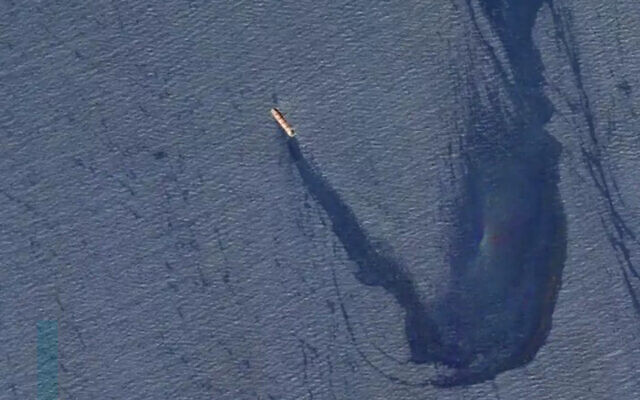
تسرب النفط من روبيمار بعد الهجوم

وفي 4 مارس 2024 حذرت منظمة "غرينبيس" البيئية العالمية من خطر كارثة بيئية في البحر الأحمر، بعد تأكيد التقارير غرق السفينة البريطانية "روبيمار"، التي تحمل مواد خطرة، ودعت إلى اتخاذ إجراءات عاجلة لإنقاذ واحتواء السفينة. وفي 8 مارس 2024 أكدت منظمة التنمية الدولية في شرق إفريقيا (إيغاد) أن بيئة البحر الأحمر ستحتاج إلى أكثر من 30 عاماً للتعافي من العواقب الوخيمة الناتجة عن تسرب الوقود والأسمدة التي كانت على متن السفينة "روبيمار".

## تاريخ
يعود تاريخ بناء السفينة إلى عام 1997 من قبل شركة أونوميتشي اليابانية (Onomichi)، وتعتبر روبيمار سفينة شحن ضخمة خاصة بالبضائع السائبة، حيث يبلغ طولها 171 متراً وعرضها 27 متراً، وهي مجهزة بمحركات من نوع ميتسوبيشي الذي يوفر 7059 كيلوواط من الطاقة. وقد أطلقت على السفينة خلال فترة عملها عدة مسميات وهي كين شين في عام 1997، جزيرة تشاتام في عام 2009، وجزيرة إيكاريا في عام 2020، ثم أعيد تسميتها باسم روبيمار.
في عام 2022، شاركت السفينة في مبادرة حبوب البحر الأسود، حيث نقلت 35 ألف طن من القمح من أوكرانيا إلى مصر أثناء العملية العسكرية الروسية في أوكرانيا.